# Tschirn
Tschirn è un comune tedesco di 582 abitanti, situato nel land della Baviera.